# U-KISS
U-KISS（ユー・キス、ハングル表記：유키스）は、韓国の男性アイドルグループである。2008年8月28日に韓国国内でデビューした。

## 来歴
- 2008年9月3日に韓国内でシングルアルバム『New Generation』をリリースしてデビュー。
- 2011年3月にフン、AJが加入
- 2011年12月14日、日本オリジナル楽曲「Tick Tack」でエイベックスより日本デビューを果たす。
- 2013年、最年少のドンホの脱退により6人になった。
- 2014年1月から、メンバーのAJがアメリカコロンビア大学へ留学していたため、5人で活動していたが、2014年6月に新メンバーのジュンが加入し、6人で活動していた。
- 2016年8月末、学業専念の為、一時グループを離れていたAJだが、所属事務所の任期満了に伴い、U-KISSの脱退が決定した。
- 2017年3月末日、ケビンが事務所との契約満了によりグループを脱退する。
- 2017年12月28日、リーダーのスヒョンが入隊。
- 2018年2月10日、ジュンが出演していたオーディション番組「The Unit」で見事1位となり、4月7日に「UNB」としてデビューすることが決まった。
- 2019年2月1日、メンバーのフン、キソプが3月に入隊する事を発表。
- 2019年3月18日、フン入隊。
- 2019年3月21日、キソプ入隊。
- 2019年5月をもって、メンバーのキソプとイライが所属事務所との契約満了によりグループを脱退する。
- 2021年4月にスヒョン、8月にはフン、ジュンの3人も所属事務所との契約終了を発表し、メンバー全員が所属事務所を去ることとなった[1]。
- 2022年1月28日、スヒョン、キソプ、フンが新生事務所tango musicと専属契約締結を発表[2]。キソプがグループ復帰し、3人での新たな活動を予告した。
- 2023年6月1日、アレクサンダー、イライ、AJがグループに合流することを発表。

### グループ名の由来
- U-KISSは「Ubiquitous Korean International Idol Superstar」（あらゆるところに同時に存在する、韓国の国際アイドルスター）の頭文字からきている。
- UにはYouの意味もあり、「You kiss」（あなたとキスを）という意味にもなる。

## メンバー
スヒョン
- ハングル表記：수현 英語表記：SooHyun
- 本名：シン・スヒョン (신수현)
- 1989年3月11日（36歳） 身長181cm、体重67kg。A型。
- 家族構成：母、姉、妹（父はスヒョンが小学校二年生の時に亡くなっている）
- 趣味：音楽鑑賞、運動、コンピューターゲーム
- 特技：サッカー、ダンス、ピアノ、歌
- 座右の銘：苦痛のない成功はない
- 担当：リードボーカル・リーダー
- メンバー内で家族に例えるとしたら、お父さん
- 2017年12月入隊

 フン 
- ハングル表記：훈 英語表記：Hoon
- 本名：ヨ・フンミン (여훈민)
- 出身：韓国
- 1991年8月16日（33歳） 身長181cm、体重67kg。B型。
- 2011年3月、加入。
- 担当：ボーカル
- 家族構成: 父、母、兄
- メンバー内で家族に例えるとしたら、お母さん。
- 2019年3月入隊

キソプ
- ハングル表記：기섭 英語表記：KiSeop
- 本名：イ・キソプ (이기섭)
- 出身：韓国
- 1991年1月17日（33歳） 身長180cm、体重60kg。A型。
- 家族構成：両親、姉
- 趣味：写真、演技、テコンドー、ダンス
- 特技 :ヒューマンビートボックス
- 担当：ボーカル
- オルチャン出身である。
- 2009年11月、加入。
- メンバー内で家族に例えるとしたら、次男。
- 2019年5月をもって事務所との契約満了になり脱退。
- 2019年8月1日、チョン・ユナと結婚する事を発表。8月24日に結婚式を挙げる。

イライ
- ハングル表記：일라이 英語表記：Eli
- 本名：キム・キョンジェ (김경재)
- 出身：アメリカ、ワシントン D.C.（韓国系アメリカ人3世）
- 1991年3月13日（33歳） 身長180cm、体重70kg。O型。
- 趣味：音楽鑑賞、映画鑑賞、コンピューター
- 特技：テコンドー、カンフー、英語、中国語（北京語）、鳩マネ
- 座右の銘：私が無駄にした今日は、昨日死んだ人が渇望していた明日だ
- 担当：ラップ
- 2014年6月にチ・ヨンスとの結婚を発表し、2016年6月には男児が誕生した。
- 2019年5月をもって事務所との契約満了になり脱退。
- 2021年8月11日、離婚が成立。現在はアメリカで暮らしている。

アレクサンダー
- ハングル表記：알렉산더 英語表記：Alexander
- 本名：アレクサンダー・リー・ユースビオ（英語表記：Alexander Lee Eusebio）
- 出身：イギリス領香港
- 1988年7月29日（35歳） 身長182cm、体重63kg。O型。
- 家族構成：両親（父：香港系ポルトガル人、母：韓国人）、姉
- 趣味：ゴルフ、音楽鑑賞、読書
- 特技：中国語（広東語、北京語）、英語、ポルトガル語、日本語、スペイン語、フランス語、朝鮮語を話すことができる。ただし朝鮮語は苦手。ラップが得意。
- 座右の銘：最善をつくしてあとは神に託す
- 担当：ラップ
- 2011年2月23日、グループを脱退を発表。
- 脱退後、事務所契約解除。

### 旧メンバー
キボム
- ハングル表記：기범 英語表記：KiBum
- 本名:キム・キボム (김기범)
- 出身：韓国
- 1990年12月29日（34歳） 身長179cm、体重65kg。O型。
- 家族構成：両親、兄
- 趣味：音楽鑑賞、水泳、読書
- 特技：作曲、ピアノ、日本語、英語
- 性格：社交的
- 座右の銘：遅いと思った時が一番早い時だ
- 担当：ボーカル
- XINGの元メンバー（マルミルという名前で活動していた）
- 韓国のユニットSS501のキム・ヒョンジュン（マンネ）は実の兄である。
- 一時期オーストラリアの学校に通っていた事もあり、英語も堪能である。
- 2011年2月23日、グループを脱退を発表。
- 現在アレン・キボムという名で活動している。

ドンホ
- ハングル表記：동호 英語表記：DongHo
- 本名：シン・ドンホ (신동호)
- 出身：韓国
- 1994年6月29日（30歳） 身長178cm、体重60kg。B型。
- 家族構成：両親、兄
- 趣味：ゴルフ、音楽鑑賞、読書
- 特技：中国語（北京語）、サッカー、編み物、刺繍
- 座右の銘：真実味のある人生を
- 担当：ボーカル、ラップ
- 宗教：キリスト教
- 女装姿は整形専門医に"理想的な顔"と大絶賛される程で、バラエティでは頻繁に女装を披露している。
- 北京留学の経験があり、中国語を話すことができる。
- 最年少メンバーで末っ子キャラが特徴。
- 好きな食べ物は、たこ焼き。
- メンバーの中で最もドラマや映画への出演経験がある。
- 2012年4月には4部作アクションドラマ「ホーリーランド」の主演を務めた。
- 2012年11月公開の映画「Don't Cry Mommy」に出演。
- メンバー内で家族に例えるとしたら、子犬。（ペット）
- 2013年10月16日、グループを脱退。
- 2015年10月、結婚を発表[3]。

AJ
- ハングル表記：에이제이  英語表記：AJ
- 本名：キム・ジェソプ (김재섭)
- 出身：韓国
- 1991年6月4日（33歳） 身長183cm、体重68kg。A型。
- 2005年に5人組男性グループ「PARAN」としてデビュー。
- メンバーの入隊やソロ転向などにより事実上のグループ解散となり、学業と並行して歌手準備を行ってきた。
- 2011年3月、加入。
- 担当：ラップ
- U-KISS加入前にアメリカのコロンビア大学を受験し、見事合格した。
- ステージ上やアカペラで歌うメンバーに合わせて、ボイスパーカッションを披露することもある。
- メンバーの中で1番背が高い。
- メンバー内で家族に例えるとしたら、長男。
- 2012年7月29日の日本ツアー公演にて、コロンビア大学での学業に専念するため8月から約5ヶ月間の活動休止を発表。
- 2013年2月16日の「St. Valentine's day EVENT～U-KISS 全員集合！！ ～」より活動復帰。
- 2014年1月より在籍中のコロンビア大学へ復学中。
- 2016年8月29日、事務所との契約満了によりグループを脱退。

ケビン
- ハングル表記：케빈 英語表記：Kevin
- 本名：Kevin Woo / 韓国名：ウ・ソンヒョン (우성현)
- 出身：アメリカ、サンフランシスコ
- 1991年11月25日（33歳） 身長181cm、体重:56kg。O型。
- 家族構成：両親、姉
- 趣味：音楽鑑賞、映画鑑賞、読書、作曲
- 特技：英語、ピアノ、笑顔、ご飯をゆっくり食べる、女性グループのダンス
- 座右の銘：成功は徹底的な自己管理と努力からなる
- 担当：メインボーカル
- XINGの元メンバー。
- 幼いころから歌うことが大好きで、教会などで歌っていた。
- 女装しても薄メイクが栄える可愛らしい顔立ちで人気。
- 可愛らしい容姿とキャラクターでメンバー間において紅一点的な存在。
- メンバー内で家族に例えるとしたら、娘。
- 2017年3月末日をもって、韓国所属事務所との契約満了に伴いU-KISSから脱退することを発表。
- U-KISSから脱退後、2018年7月よりジャパン・ミュージックエンターテインメントに所属する。[4]
- 2018年10月25日、日本でのソロデビューシングル「RIDE ALONG」を発売。
- ジュン
  - ハングル表記：준 英語表記：Jun
  - 本名：Lee Jun Young / 韓国名：イ・ジュンヨン（이준영）
  - 1997年1月22日（27歳） 身長186cm、体重61kg。AB型。
  - 担当：ラップ、ボーカル
  - 2014年6月、加入。
  - UNB兼任
  - 現在は俳優として活動している。

## ディスコグラフィー

### 日本
※順位はオリコン週間チャート最高位

#### シングル
| #      | タイトル                          | 発売日   | メンバー                                             | 順位   |
| 2011年 | 2011年                            | 2011年   | 2011年                                               | 2011年 |
| ------ | --------------------------------- | -------- | ---------------------------------------------------- | ------ |
| 1st    | Tick Tack                         | 12月14日 | スヒョン キソプ イライ エイジェイ フン ケビン ドンホ | 5位    |
| 2012年 |                                   |          |                                                      |        |
| 2nd    | Forbidden Love                    | 2月29日  | スヒョン キソプ イライ エイジェイ フン ケビン ドンホ | 10位   |
| 3rd    | Dear My Friend                    | 7月25日  | スヒョン キソプ イライ エイジェイ フン ケビン ドンホ | 8位    |
| 4th    | One of You                        | 9月5日   | スヒョン キソプ イライ エイジェイ フン ケビン ドンホ | 7位    |
| 5th    | Distance...                       | 12月12日 | スヒョン キソプ イライ フン ケビン ドンホ            | 6位    |
| 2013年 |                                   |          |                                                      |        |
| 6th    | Alone                             | 2月13日  | スヒョン キソプ イライ フン ケビン ドンホ            | 4位    |
| 7th    | Fall in Love/ Shape of your heart | 12月18日 | スヒョン キソプ イライ エイジェイ フン ケビン        | 4位    |
| 2014年 |                                   |          |                                                      |        |
| 8th    | Break Up                          | 2月19日  | スヒョン キソプ イライ フン ケビン                   | 5位    |
| 9th    | LOVE ON U                         | 7月16日  | スヒョン キソプ イライ フン ケビン ジュン            | 7位    |
| 10th   | Sweetie                           | 12月17日 | スヒョン キソプ イライ フン ケビン ジュン            | 2位    |
| 2015年 |                                   |          |                                                      |        |
| 11th   | Stay Gold                         | 9月9日   | スヒョン キソプ イライ フン ケビン ジュン            | 3位    |
| 2016年 |                                   |          |                                                      |        |
| 12th   | Kissing to feel                   | 2月24日  | スヒョン キソプ イライ フン ケビン ジュン            | 4位    |
| 13th   | PaNiC!                            | 11月16日 | スヒョン キソプ イライ フン ケビン ジュン            | 5位    |
| 2017年 |                                   |          |                                                      |        |
| 14th   | FLY                               | 10月11日 | スヒョン キソプ イライ フン ジュン                   | 5位    |
| 2018年 |                                   |          |                                                      |        |
| 15th   | SCANDAL                           | 10月10日 | キソプ イライ フン ジュン                            | 4位    |

#### アルバム
|        | 発売日   | タイトル                                  | 最高位 |
| 2010年 | 2010年   | 2010年                                    | 2010年 |
| ------ | -------- | ----------------------------------------- | ------ |
|        | 12月10日 | First KISS                                | 21位   |
| 2011年 |          |                                           |        |
| Mini   | 8月24日  | Bran New KISS                             | 7位    |
| 2012年 |          |                                           |        |
| 1st    | 2月29日  | A Shared Dream                            | 5位    |
|        | 9月26日  | DORADORA + THE SPECIAL TO KISSME[Believe] | 43位   |
| 2013年 |          |                                           |        |
|        | 1月23日  | NEVERLAND                                 | 68位   |
|        | 1月23日  | Stop Girl                                 | 73位   |
| 2nd    | 7月24日  | Inside of Me                              | 8位    |
| 2014年 |          |                                           |        |
| 3rd    | 3月19日  | Memories                                  | 15位   |
| 2015年 |          |                                           |        |
| 4th    | 3月18日  | Action                                    | １位   |
| Mini   | 12月23日 | THE CHRISTMAS ALBUM                       | 12位   |
| 2016年 |          |                                           |        |
| 5th    | 3月23日  | One Shot One Kill                         | 6位    |
| BEST   | 12月21日 | U-KISS JAPAN BEST COLLECTION 2011-2016    | 8位    |
| 2017年 |          |                                           |        |
| 6th    | 3月15日  | U-KISS solo&unit ALBUM                    | 7位    |
| 2018年 |          |                                           |        |
| 7th    | 3月21日  | LINK                                      | 4位    |
| 8th    | 12月19日 | Glory                                     | 10位   |

### 韓国

#### フルアルバム
|     | 発売日       | タイトル  | 活動曲         |
| --- | ------------ | --------- | -------------- |
| 1st | 2010年2月3日 | Only One  | 빙글빙글       |
| 2nd | 2011年9月6日 | Neverland | Neverland      |
| 3rd | 2013年3月7日 | Collage   | Standing Still |

#### ミニアルバム
|      | 発売日         | タイトル                        | 活動曲      |
| ---- | -------------- | ------------------------------- | ----------- |
| 1st  | 2008年9月3日   | New Generation                  | 어리지 않아 |
| 2nd  | 2009年2月3日   | Bring it Back to the Old School | 니가 좋아   |
| 3rd  | 2009年11月6日  | Conti Ukiss                     | 만만하니    |
| 4th  | 2010年10月4日  | Break Time                      | 시끄러      |
| 5th  | 2011年10月4日  | Bran New Kiss                   | 0330        |
| 6th  | 2012年4月25日  | DORADORA                        | DORADORA    |
| 7th  | 2012年9月20日  | Stop Girl                       | Stop Girl   |
| 8th  | 2013年10月31日 | Moments                         | 내 여자야   |
| 9th  | 2014年6月2日   | MONO SCANDAL                    | 끼부리지마  |
| 10th | 2015年1月23日  | Always                          | 놀이터      |
|      | 2023年6月28日  | PLAYLIST                        |             |

#### スペシャルアルバム
| 発売日       | タイトル              | 活動曲  |
| ------------ | --------------------- | ------- |
| 2012年6月5日 | The Special to KISSME | Believe |

#### ドレスコードアルバム
| 発売日       | タイトル | 活動曲   |
| ------------ | -------- | -------- |
| 2014年1月3日 | Only You | Only You |

### ユニット

#### uBEAT（イライ、AJ、ケビン）
| 発売日        | タイトル             | 活動曲             |
| ------------- | -------------------- | ------------------ |
| 2013年4月26日 | uBEAT 1st mini album | 있을 때 잘해 줄 걸 |

#### 日本ライセンス盤アルバム
- First KISS（2010年12月10日発売）
- Bran New KISS（2011年8月24日発売）
- DORADORA（2012年9月26日発売）
- NEVERLAND（2013年1月23日発売）
- Stop Girl（2013年1月23日発売）

## 出演番組

### 韓国
- THE M wave（2010年3月 - 、アリランTV） - ケビンとアレクサンダーがMC

### 日本
- MADE IN BS JAPAN（2010年10月-12月、BSジャパン）
- U-KISSの手あたりしだい！（2013年12月-、Music Japan TV）
- KBOYS（2018年10月 -12月 、朝日放送テレビ）
- U-KISSのマシッソU（2019年1月-、TOKYO MX）